# كندرا كلارك
كندرا كلارك (من مواليد 16 نوفمبر 1996 في ادمونتون ، ألبرتا ) هي رياضية في سباقات الميدان ، تمارس في الغالب سباقات 400 متر.  
في يوليو 2016 ، تم تعيينها رسميا في الفريق الأولمبي الكندي . 

## روابط خارجية
- كندرا كلارك على موقع الاتحاد الدولي لألعاب القوى (الإنجليزية)
- كندرا كلارك على موقع أوليمبيديا (الإنجليزية)
- كندرا كلارك على موقع اللجنة الأولمبية الكندية (الإنجليزية)